# Patrick J. Adams
Patrick Johannes Adams (Toronto, 27 de agosto de 1981) é um ator canadense, mais conhecido por interpretar o personagem Mike Ross na série Suits de 2011 até 2017.

## Vida pessoal
É filho do jornalista e documentalista Claude Adams.
Frequentou a Universidade do Sul da Califórnia, graduando-se com um BFA no teatro em 2004.
Patrick se casou com a atriz de Pretty Little Liars, Troian Bellisario, em uma cerimônia no dia 10 de dezembro de 2016 na Califórnia. No dia 8 de Outubro de 2018, Patrick e Troian Belissario tiveram sua primeira filha.

## Trabalhos
Patrick fez diversos trabalhos para a TV. Fez participações nas séries Orphan Black e Legends of Tomorrow . Interpretou o personagem Mike Ross na série Suits entre 2011 e 2019. Em 2014, interpretou o personagem Guy Woodhouse, na minissérie Rosemary's Baby, adaptação para a TV de filme homônimo, feita pela diretora polonesa Agnieszka Holland.

## Filmografia
| Trabalho                       | Personagem            | Ano                                                                     |
| ------------------------------ | --------------------- | ----------------------------------------------------------------------- |
| For the Record                 | Patrick               | 2001                                                                    |
| Old School                     | Patch                 | 2003                                                                    |
| Strong Medicine                | Brandon               | 2004                                                                    |
| Cold Case                      | Dean Lang em 1953     | 2004                                                                    |
| Jack & Bobby                   | Matt Kramer           | 2004                                                                    |
| Façade                         | Harry                 | 2005                                                                    |
| Close to Home                  | Paul the Paralegal    | 2005                                                                    |
| Christmas in Boston            | Seth                  | 2005                                                                    |
| Numb3rs                        | Adam Bennett          | 2006                                                                    |
| Commander in Chief             | Colin                 | 2006                                                                    |
| Orpheus                        | Barry                 | 2006                                                                    |
| Without a Trace                | Adam Clark            | 2007                                                                    |
| Friday Night Lights            | Connor Hayes          | 2006 - 2007                                                             |
| Walk Hard: The Dewey Cox Story | The Kid               | 2007                                                                    |
| Lost                           | Peter Talbot          | 2007                                                                    |
| The Butcher's Daughter         | Ellis McArthur        | 2008                                                                    |
| Good Behavior                  | Van/Haden West        | 2008                                                                    |
| Extreme Movie                  | Voz Masculina         | 2008                                                                    |
| 3 Days Gone                    | Doug                  | 2008                                                                    |
| NCIS                           | Tommy Doyle           | 2008                                                                    |
| Weather Girl                   | Byron                 | 2009                                                                    |
| The Waterhole                  | Miller                | 2009                                                                    |
| The Dealership                 | Jack Carson           | 2009                                                                    |
| Rage                           | Dwight Angel          | 2009                                                                    |
| 2:13                           | Carter Pullman aos 19 | 2009                                                                    |
| FlashForward                   | Ed                    | 2009                                                                    |
| Ghost Whisperer                | Linus Van Horn        | 2009                                                                    |
| Pretty Little Liars            | Hardy (Toby)          | 2010                                                                    |
| Suits                          | Mike Ross             | 2011-2017 ( (Principal 1-7 temporade 2019 () (Participação 9 temporada) |
| Rosemary's Baby (minissérie)   | Guy Woodhouse         | 2014                                                                    |
| Orphan Black                   | Jesse                 | 2015                                                                    |
| Legends Of Tomorrow            | Rex Tyler             | 2016 Temporada 1 - Ep 16                                                |
| We Are Here                    |                       | 2018                                                                    |
| The Right Stuffs               | John Glenn            | 2020 Temp. 1 - 8 Ep.                                                    |